# فاسيلي جورجي
فاسيلي جورجي (بالرومانية: Vasile Gheorghe)‏ (9 مايو 1985 في رومانيا - ) هو لاعب كرة قدم روماني في مركز الوسط. لعب مع جامعة كلوج ونادي أسترا جورجو ونادي أوتسيلول غالاتسي ونادي بوليتكنيكا ياشي ونادي ميوفيني ‏ وFC Olt Slatina ‏.

## وصلات خارجية
- فاسيلي جورجي على موقع قاعدة بيانات كرة القدم.إي يو (الإنجليزية)
- فاسيلي جورجي على موقع Soccerway.com (الإنجليزية)